# Umar Sulajmán
Umar Sulajmán (2. července 1936 Kená, Egypt – 19. července 2012 Cleveland, Ohio) byl egyptský politik a vojenský hodnostář a v roce 2011 viceprezident Egypta.

## Vzdělání a kariéra
Absolvent prestižní egyptské a moskevské vojenské akademie. Je bakalářem a magistrem z univerzity v Káhiře. V období 22. leden 1993 – 29. leden 2011 byl ředitelem vojenské zpravodajské služby. Byl v této funkci hodnocen jako jeden z nejmocnějších zpravodajských ředitelů jak v oblasti Středního východu, tak celosvětově.[zdroj⁠?!]
Od 29. ledna 2011 byl viceprezidentem Egypta. Do funkce, která byla předtím 30 let neobsazena, jej jmenoval prezident Husní Mubárak. Důvodem byly demonstrace probíhající v lednu 2011. Po rezignaci Mubáraka 11. února 2011 byl odvolán.